# Canon

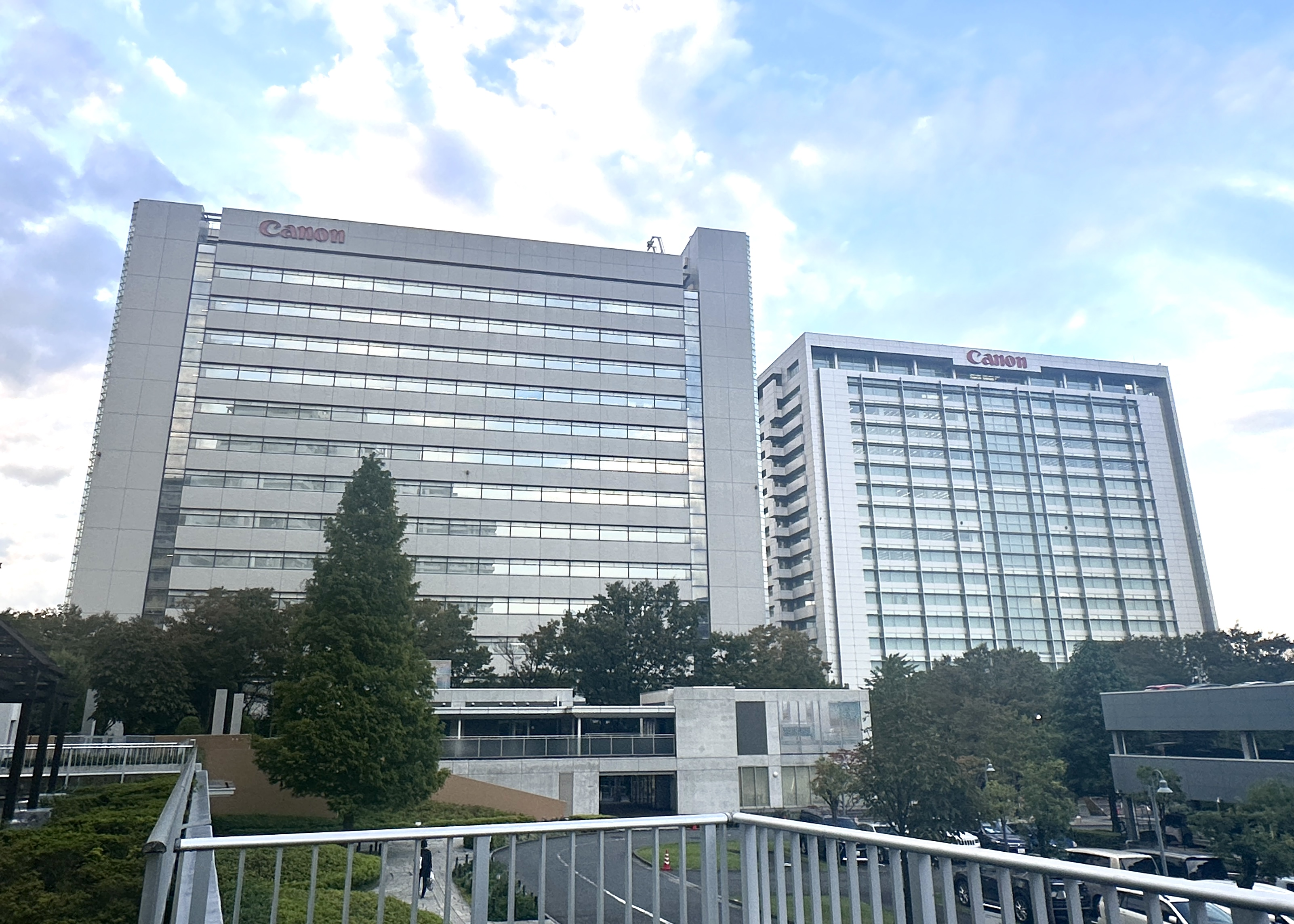
Unternehmenszentrale in Tokio

Canon (japanisch キヤノン株式会社, Kiyanon kabushiki-gaisha) ist ein japanisches Unternehmen mit Sitz in Tokio, das 1937 gegründet wurde. Canon ist Weltmarktführer beim Verkauf von digitalen Kameras mit einem Marktanteil von 45,4 Prozent (2019). Canon stellt unter anderem auch Drucker und Scanner her und ist an dem Raumfahrtunternehmen Space One beteiligt.

## Geschichte
Der Unternehmensname (Firma) Canon (キヤノン), der am 26. Juni 1935 angemeldet wurde, leitet sich wohl von der Bezeichnung des ersten Kameraprototyps „Kwanon“ ab, der nach dem buddhistischen Bodhisattva der Barmherzigkeit Kannon genannt wurde. 1937 wurde ein Labor für optische Präzisions-Instrumente von Yoshida Goro, Uchida Saburo und dem Arzt Takeshi Mitarai gegründet.
Im Jahre 1964 stellte Canon einen ersten elektronischen Taschenrechner her.
Das ursprüngliche Ziel des Unternehmens war es, preisgünstige Nachbauten der damals technisch führenden Kleinbildkameras von Leica und Contax herzustellen. Von den 1960er Jahren bis zur Mitte der 1970er Jahre gab es hohe Zuwachsraten im Kamerabau. Dabei arbeitete auch Canon mit geschicktem Marketing.

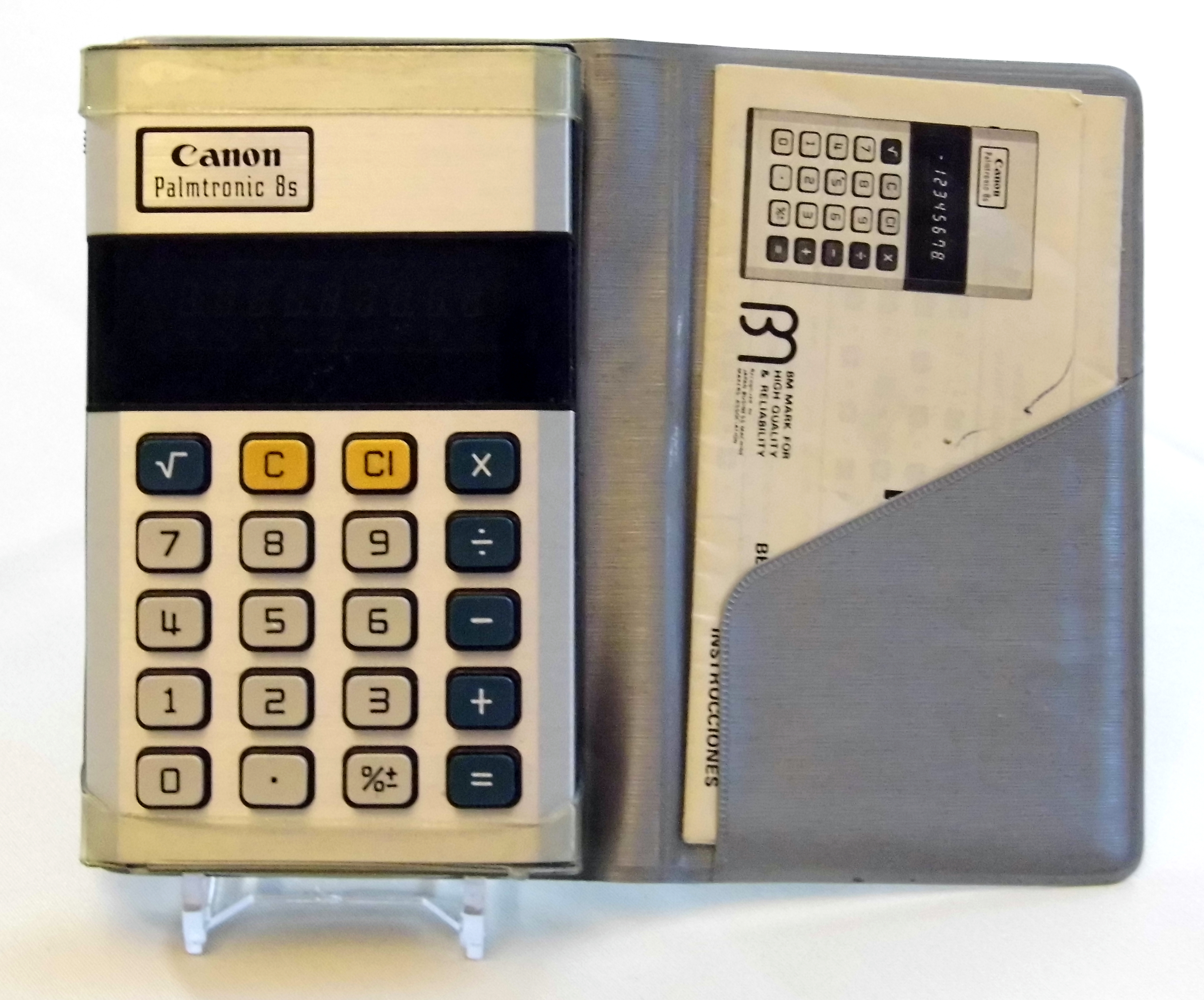
Canon Taschenrechner (etwa 1977)

Mit dem Canon V-20 brachte Canon 1983 einen MSX-Heimcomputer auf den Markt. Im Jahre 1985 machte Canon 55 Prozent seines Umsatzes mit Bürotechnik; dazu gehörten elektronische Schreibmaschinen, Kopierer und Tischrechner. Canon produziert zudem Faksimile-Übertragungsgeräte und Geräte für die Halbleiterproduktion.
Bei den Olympischen Spielen in Los Angeles 1984 machten Sony und Canon erfolgreich Übertragungsversuche von Magnetbildern mit Zeitungsverlagen.
Seit 2002 ist Canon in Westeuropa Marktführer bei Digitalkameras. Die Rekordumsätze, die das Unternehmen etwa seit der Jahrtausendwende erwirtschaftet, resultieren vor allem aus dem sprunghaft gestiegenen Absatz von Digitalkameras.
Im Jahre 2003 erwirtschaftete Canon einen Rekordumsatz von 3198 Milliarden Yen (rund 24,1 Milliarden Euro; 2002: 2940 Milliarden Yen, rund 22,2 Milliarden Euro). Der operative Gewinn lag bei 454,4 Milliarden Yen (rund 3,4 Milliarden Euro; 2002: 346,4 Milliarden Yen, 2,6 Milliarden Euro).
Ebenfalls im Jahre 2003 erreichte Canon in Japan zum ersten Mal in der Unternehmensgeschichte die Marktführerschaft für Digitalkameras. Mit einem Marktanteil von etwa 19 % verdrängte Canon die bisherigen Spitzenreiter und Konkurrenten Fuji Photo Film (14,9 Prozent) sowie Sony (15,3 Prozent).
Im Geschäftsjahr 2008 erlitt Canon in der Folge der Weltwirtschaftskrise und des rasanten Yen-Anstiegs den ersten Ergebnisrückgang seit neun Jahren. Dabei sank der Gewinn 2008 um 36,7 % auf 309,15 Mrd. Yen. Der Umsatz reduzierte sich um 8,6 % auf 4,1 Bio. Yen.
Mit der Übernahme des Druckerherstellers Océ am 16. November 2009 strebt Canon die Weltmarktführung in der Druckerindustrie an.
Im Jahre 2011 produzierte Canon wie die Mitbewerber Nikon und Sony auch in Thailand.
Im Jahre 2013 hat Canon 3825 Patente in den USA angemeldet.
Im Jahre 2015 erwirtschaftete Canon einen 3800 Milliarden Yen (rund 30,3 Milliarden Euro), der Nettogewinn lag bei 220,2 Milliarden Yen (rund 1,8 Milliarden Euro).
Im März 2016 wurde bekanntgegeben, dass Canon von Toshiba den Geschäftsbereich Toshiba Medical Systems für rund 5,3 Milliarden Euro erwirbt. Damit soll der Bereich Medizintechnik ausgebaut werden. Im Jahre 2018 wurde aus dem Bereich Toshiba Electron Tubes & Devices, der sich mit Röhren- und Röntgentechnik befasste, die Canon Electron Tubes & Devices Co; er hat etwa 400 Mitarbeiter. 2016 wurden 56 Prozent der Kameras in Japan hergestellt.
Im Jahre 2018 kündigte Fujio Mitarai die Eröffnung eines Forschungs- und Entwicklungszentrum im Silicon Valley an.
Im Jahre 2019 erwirtschaftete Canon ¾ des Umsatzes nicht mit Kameras.
Im Januar 2020 wurde die Firma Océ offiziell umbenannt in Canon Production Printing.

### Canon in Deutschland und Österreich

#### Canon Deutschland

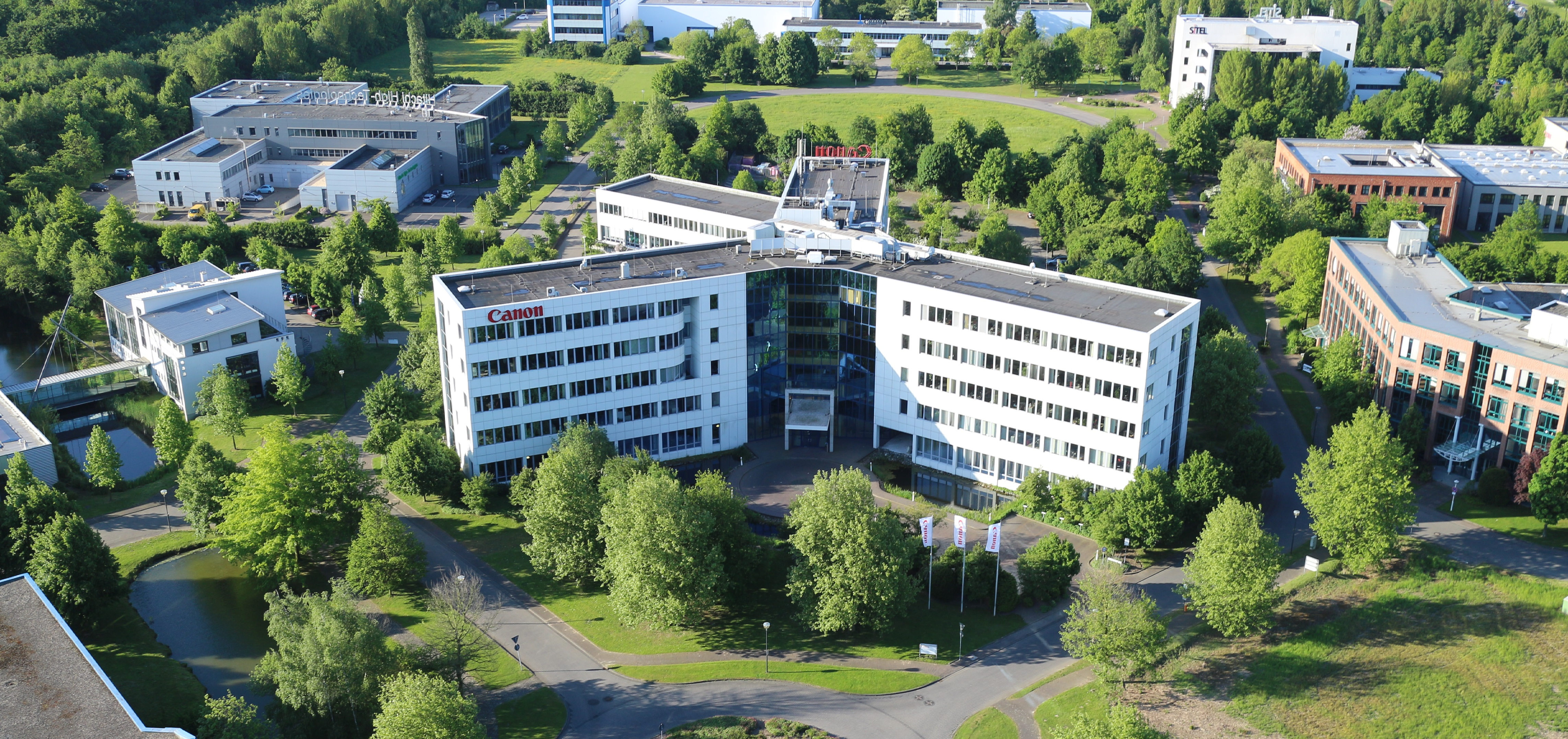
Hauptverwaltung Canon Deutschland in Krefeld

Im Jahre 1973 wurde die Canon Copylux GmbH in Düsseldorf gegründet und zog ein Jahr später nach Willich in das Gewerbegebiet Münchheide. 1990 wurden die Unternehmen Canon Copylux und Canon Rechner Deutschland zur Canon Deutschland GmbH zusammengelegt. Canon unterhält seit 1995 in Krefeld eine Handelsniederlassung. Zum 1. Juli 2001 kam dann mit der ehemaligen Euro-Photo GmbH (seit 1985 zu Canon gehörig) die Kamerasparte an Bord, die zuvor ihren Sitz im benachbarten Willich gehabt hatte.
Als erste deutsche Niederlassung wurde 1972 in Gießen die Canon Gießen GmbH als einziges europäisches Kopiererwerk eröffnet. Die Neugeräteproduktion wurde 2008 eingestellt und der Standort Gießen zum Servicezentrum umgestellt. Seit Januar 2008 werden dort unter anderem Reparaturen von digitalen Kompaktkameras durchgeführt. Ebenso werden in Gießen Kopiersysteme wiederaufgearbeitet. Seit 2005 befindet sich auch in Gießen das „Print-on-Demand“ Testlabor von Canon. Im Jahr 2013 wurde die Océ Deutschland GmbH auf die Canon Deutschland GmbH verschmolzen.
In Krefeld wird 2016 die Deutschlandzentrale zu einem hochmodernen Kommunikationszentrum umgebaut.
Das Unternehmen beschäftigt rund 2.400 Mitarbeiter.

#### Canon Österreich
Die österreichische Niederlassung wurde 1975 mit ihrer Zentrale in Wien gegründet. 1994 wurde die Canon CEE GmbH aus der Exportabteilung der Canon Österreich GmbH ausgegliedert und übernahm den Export in die zentral- und osteuropäischen Staaten und gründete dort Tochterunternehmen und Büros.

## Aktie
Die Aktie ist an der Tokioter Börse notiert und dort im TOPIX und im Nikkei 225 gelistet. Außerdem wird die Aktie an der New York Stock Exchange gelistet.

## Kritik zum Datenschutz
Im Jahre 2004 erhielt die Canon Deutschland GmbH die Negativ-Auszeichnung Big Brother Award in der Kategorie „Technik“ für das Einbetten einer unsichtbaren, damals weltweit einmaligen Geräte-Kennung in sämtliche Farbkopien von professionellen Farblaserkopierern, um bei jeder Kopie nachvollziehen zu können, welches Gerät benutzt wurde. Somit wäre es prinzipiell möglich, den Urheber eines anonymen Protestschreibens oder den Erzeuger von Demonstrationsaufrufen räumlich exakt einzukreisen. Vorgesehen war die Sicherung offenbar gegen das Fälschen von Banknoten, wofür häufig derartige Geräte genutzt werden.

## Produktangebot
Canon ist heute der größte Kamerahersteller der Welt. Das Unternehmen bietet jedoch auch viele Produkte im Bereich des Digital Imagings an, die unter anderem Scanner und Drucker umfasst. Daneben vertreibt der Hersteller Videokameras, Ferngläser, Mikrofilm-Lesegeräte (Canon 100) sowie Fax- und Kopiergeräte.
Schon in den 1980er Jahren wurde das Produktangebot um Produkte wie Maskenjustierer und Stepper für die Halbleiterproduktion ergänzt. Auch Sonnenkollektoren wurden produziert.
Seit 2014 besteht zwischen Canon und dem US-Hersteller für 3-D-Drucker, 3D Systems, eine Unternehmenskooperation. Die Kooperation umfasst den Vertrieb und Support der 3-D-Drucker von 3D Systems. Im November 2015 gab das Unternehmen bekannt, neben Großbritannien, Belgien und den skandinavischen Staaten ab Januar 2015 auch in Deutschland 3-D-Drucker von 3D Systems zu vertreiben. Auf der Expo 2015 in Mailand stellte Canon den Prototyp eines eigenen 3-D-Druckers vor. 2016 wurden die Drucker in Europa, Arabien und Afrika (EMEA (Wirtschaftsraum)) vertrieben.
Nach der Akquisition von Toshiba Medical Systems im Jahr 2016 ist Canon auch ein bedeutender Anbieter von Produkten für die diagnostische Bildgebung. Angeboten werden in diesem Geschäftsbereich Systeme für Computertomografie, Röntgengeräte, Magnetresonanztomografen und Ultraschallgeräte.

### Analoge Kleinbildkameras

#### Die Anfänge

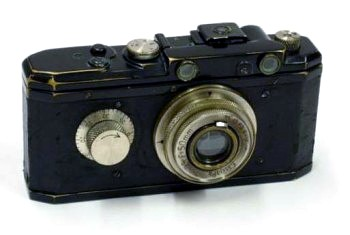
Kwanon-D

Bis Juni 1934 wurden erste Prototypen unter der Bezeichnung Kwanon entwickelt und vorgestellt, die formal stark an die Leica I erinnerten. Noch existierende Exemplare werden heute zu Preisen von 30.000 bis 40.000 Euro gehandelt. Im Februar 1936 brachte Canon die „Hansa Canon“ für 275 Yen auf den Markt. Ab 1939 ergänzten die Leica-Nachbauten Canon S, J, NS und JS das Angebot.
Zu Beginn produzierte Canon keine eigenen optischen Gläser; die für die ersten Kameras benötigten Objektive wurden von der Nippon Kogaku Kogyo Kabushiki Kaisha (kurz: Nippon Kogaku K. K.), später NIKON Corporation, geliefert und unter der Bezeichnung NIKKOR in die Kameras eingebaut. Die Produktion von eigenen Optiken (SERENAR Optiken) für Canon-Kameras begann erst ab 1947.
In den folgenden 25 Jahren bestimmten hauptsächlich Kleinbild-Messsucherkameras und dazugehörige Objektive (Leica-Schraubgewinde) das Angebot. Mit der Canon-V entwickelte sich ab 1956 das typische „Canon-Design“, das bis in die 1990er-Jahre bestimmend war. Als einziger Hersteller von Kleinbild-Messsucherkameras mit Wechselobjektiven stattete Canon die Kameras mit Schnellspannhebel, Filmrückspulkurbel, aufklappbarer Rückwand und (ab 1961) eingebautem Belichtungsmesser aus. Weitere Modelle waren die Canon V-T (mit Schnellspannhebel im Bodendeckel), Canon VI (mit verstellbarer Suchervergrößerung), Canon-P und Canon-7, die mit den besten Messsucherkameras von Leitz und Nikon konkurrierten. In den frühen 1960er-Jahren wurden auch hervorragende und kompakte Objektive entwickelt, die noch als FL- und FD-Linsen weiter produziert wurden, beispielsweise das 1.8/85, 1.4/50 oder 2.0/35. Unter den japanischen Herstellern Zunow, Nikon und Canon entstand zu einer Zeit, als Farbfilme zwischen 10 und 25 ASA Empfindlichkeit hatten, ein prestigeträchtiges Rennen um die lichtstärksten Objektive. Am berühmtesten war das lichtstärkste jemals serienmäßig gebaute Normalobjektiv 0.95/50, das nur an die Canon-7 passte. Um 1968 wurden die Kleinbild-Messsucherkameras von Canon eingestellt. Der Markt für anspruchsvolle Amateur- und Profikameras verlangte jetzt nach Spiegelreflexkameras. Canon produzierte mittlerweile auch Filmkameras, kleine automatische Kleinbildkameras und Tischrechner.

#### F-Serie

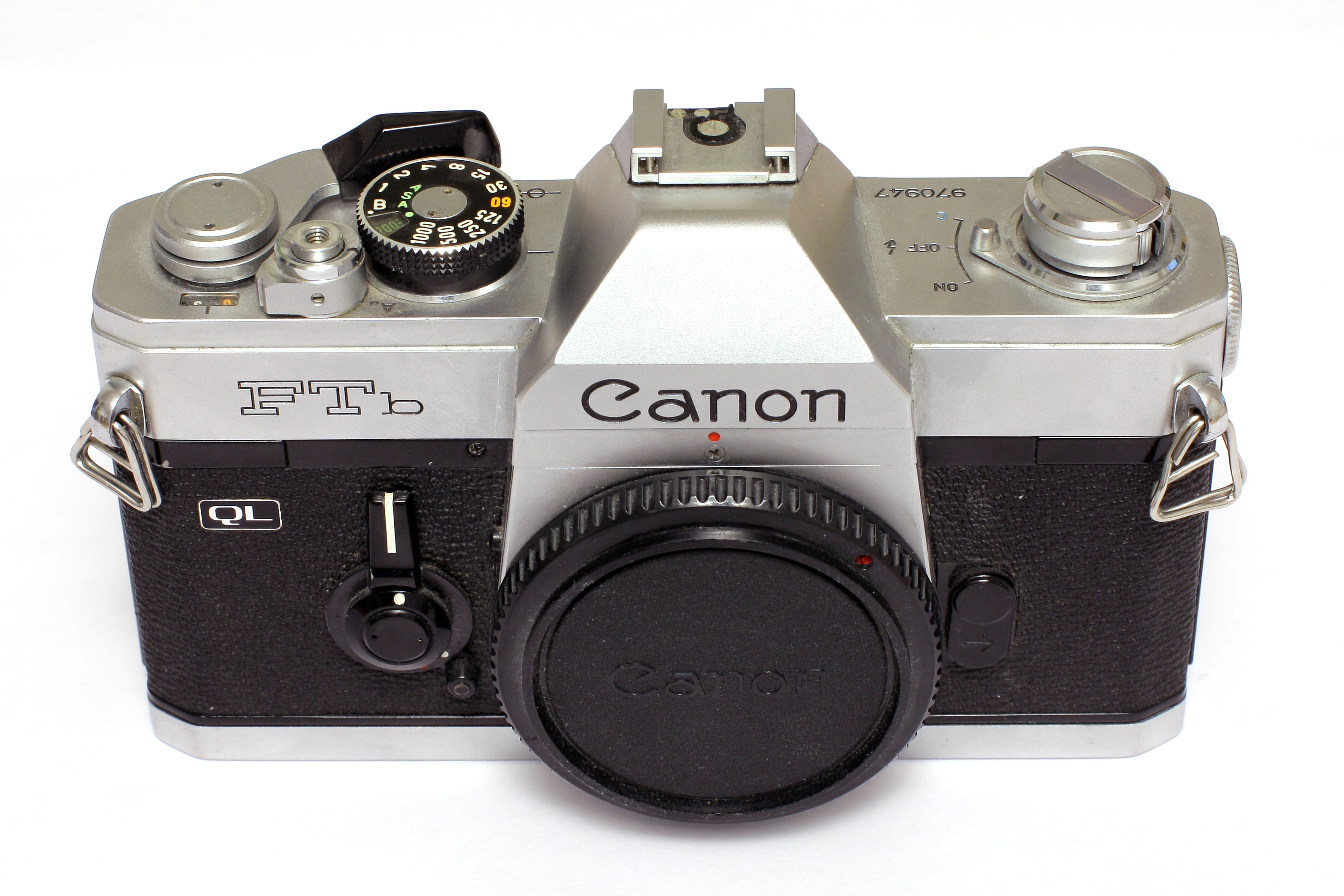
Canon FTb QL

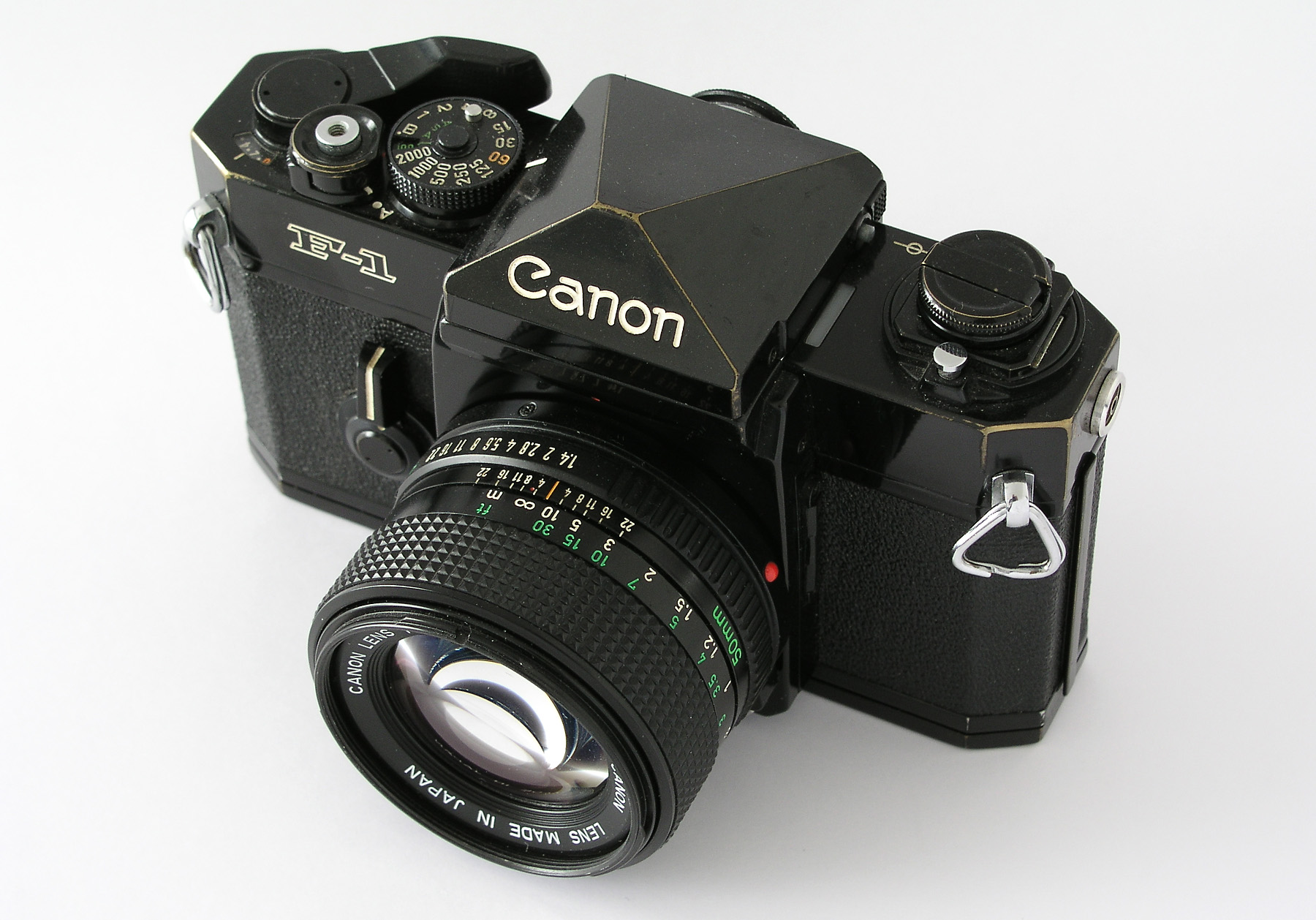
Canon F1 (2. Version)

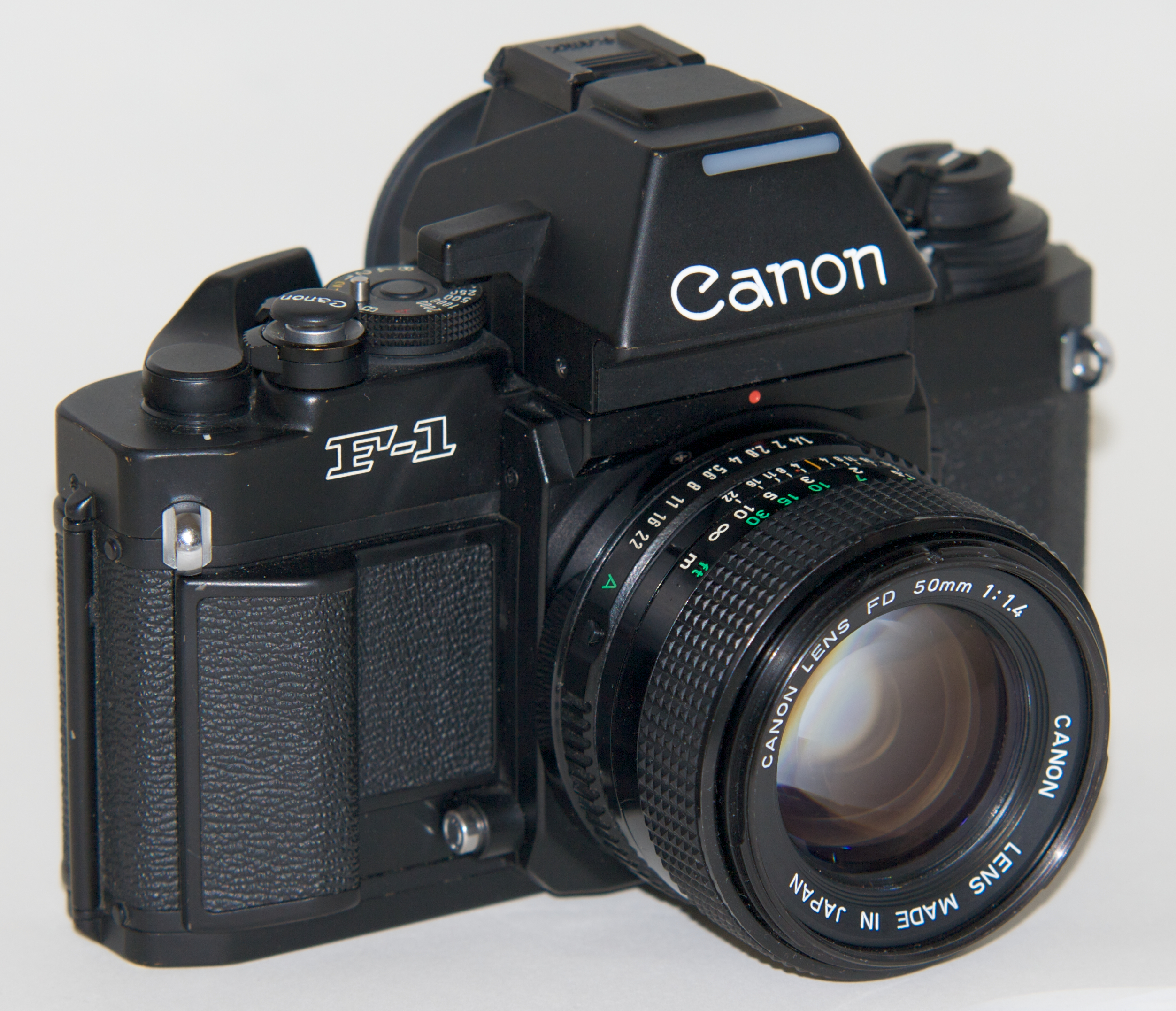
Canon new F-1

Die Spiegelreflexkameras der F-Serie, welche im April 1964 mit der Canon FX eingeführt wurde, läuteten den Siegeszug von Canon ein. Mit der FT QL (QL = Quick Load) wurde im März 1966 eine stark vereinfachte Filmeinlegung eingeführt, bei der man den Kleinbildfilm nicht mehr mühsam einzufädeln brauchte. Der Film musste lediglich eingelegt und bis zu einer Markierung herausgezogen werden. Nach dem Schließen der Rückwand wurde der Film durch manuelles Spannen automatisch weitergeführt, wie man es von heutigen motorbetriebenen Kameras kennt. Dieses gut funktionierende QL-System setzte sich jedoch vorerst nicht durch und wurde nur in den Modellen FT, FTb, TL und Pellix angeboten. Die Kern- und Erfolgsmodelle der F-Serie stellen jedoch die Modelle F-1/n, die F-1 New, die FT, deren Weiterentwicklung, die FTb, und die EF dar.
Das Spitzen- und Profi-Modell Canon F-1 gab es in insgesamt drei Versionen: Die 1971 eingeführte F-1, die 1976 leicht überarbeitete F-1n und schließlich die von 1981 bis 1988/1992 gebaute F-1 New. In allen Versionen waren sowohl der Sucher (fünf Modelle) als auch die Mattscheiben (13 Modelle) austauschbar; außer den FD-Objektiven ist aber das Zubehör zwischen F-1/F-1n und F-1 New nicht kompatibel.
Die F-1-Modelle gab es auch alternativ mit motorischem Filmtransport.
Der Standardsucher der F-1 (alt) ermöglichte eine Nachführmessung. Neben dem Spezialsucher für Sportfotografen (dieser ermöglichte den Suchereinblick aus bis zu 60 mm Entfernung, ohne die Kamera direkt am Auge zu halten, so dass man das Gesamtgeschehen außerhalb des Sucherbildes beobachten konnte) und dem Aufsichtsucher (Lichtschachtsucher, beliebt bei Studio-Fotografen), war deswegen besonders der Automatiksucher Servo EE beliebt, der die Kamera in eine Blendenautomatik-Kamera verwandelte. Zeitautomatik war mit dem Booster T Finder möglich. Beide Lösungen waren wegen der umständlichen Handhabung weniger für den mobilen Einsatz (obwohl möglich), sondern vor allem für den stationären Einsatz vom Stativ gedacht (unter anderem für Überwachungsaufgaben und Langzeit- sowie Mikroskopaufnahmen). Mit diesen batteriebetriebenen Suchern wechselte die F-1 (alt) von der Selektiv- zur Integralmessung.
Bei der Canon F-1 New war im Grundzustand ebenfalls Nachführmessung eingebaut. Zeitautomatik ließ sich durch Ansetzen des Automatiksuchers AE-FN realisieren, Blendenautomatik durch Ansetzen des „Motor Drive FN“.
Von der F-1 wurden auch diverse Sondermodelle gefertigt.
Modelle der F-Serie: FX, FP, Pellix, FT QL, Pellix QL, TL QL, F-1, F-1n, FTb QL, FTb-N QL, EF, TX, TLb, New F-1.

#### A-Serie

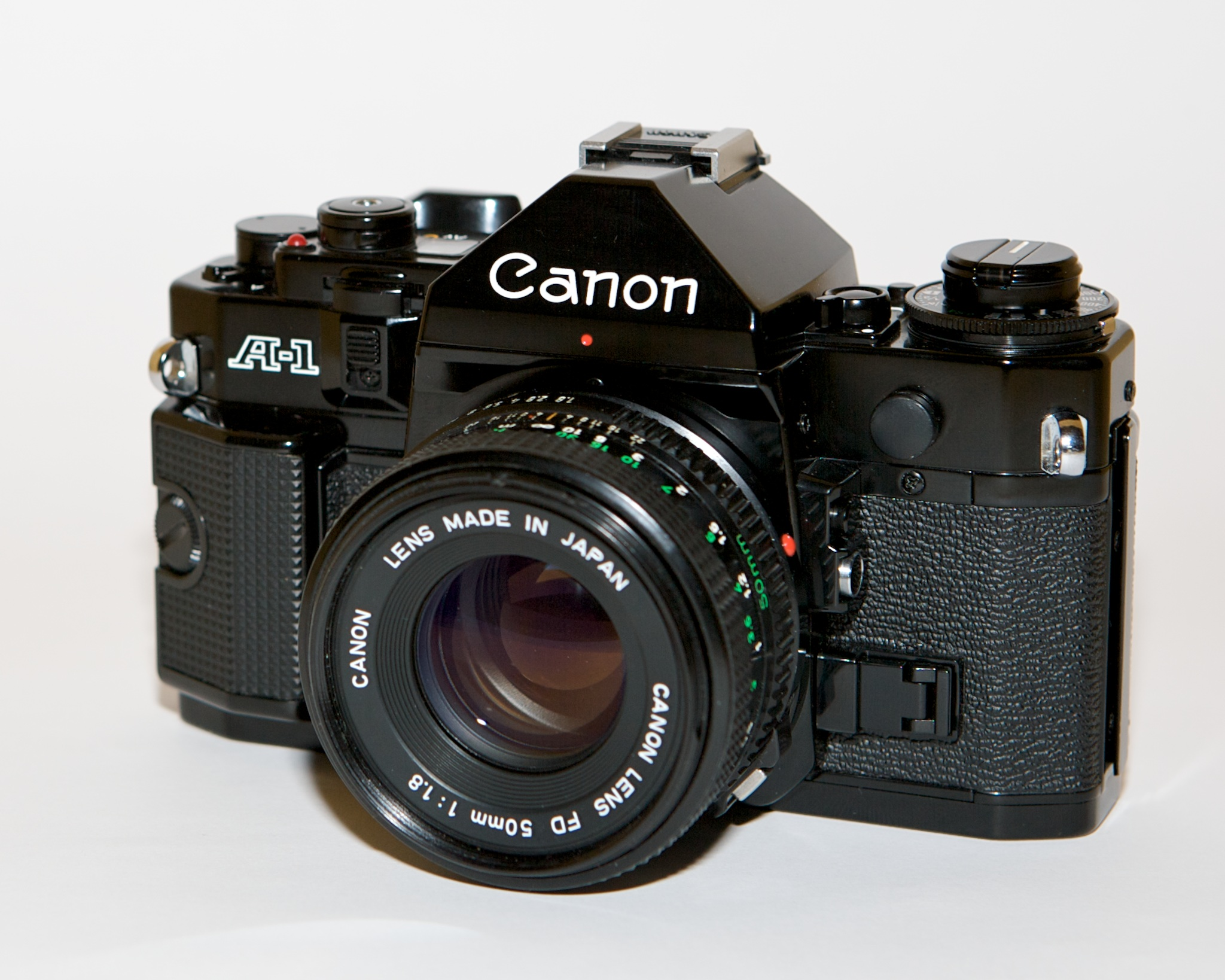
Canon A1

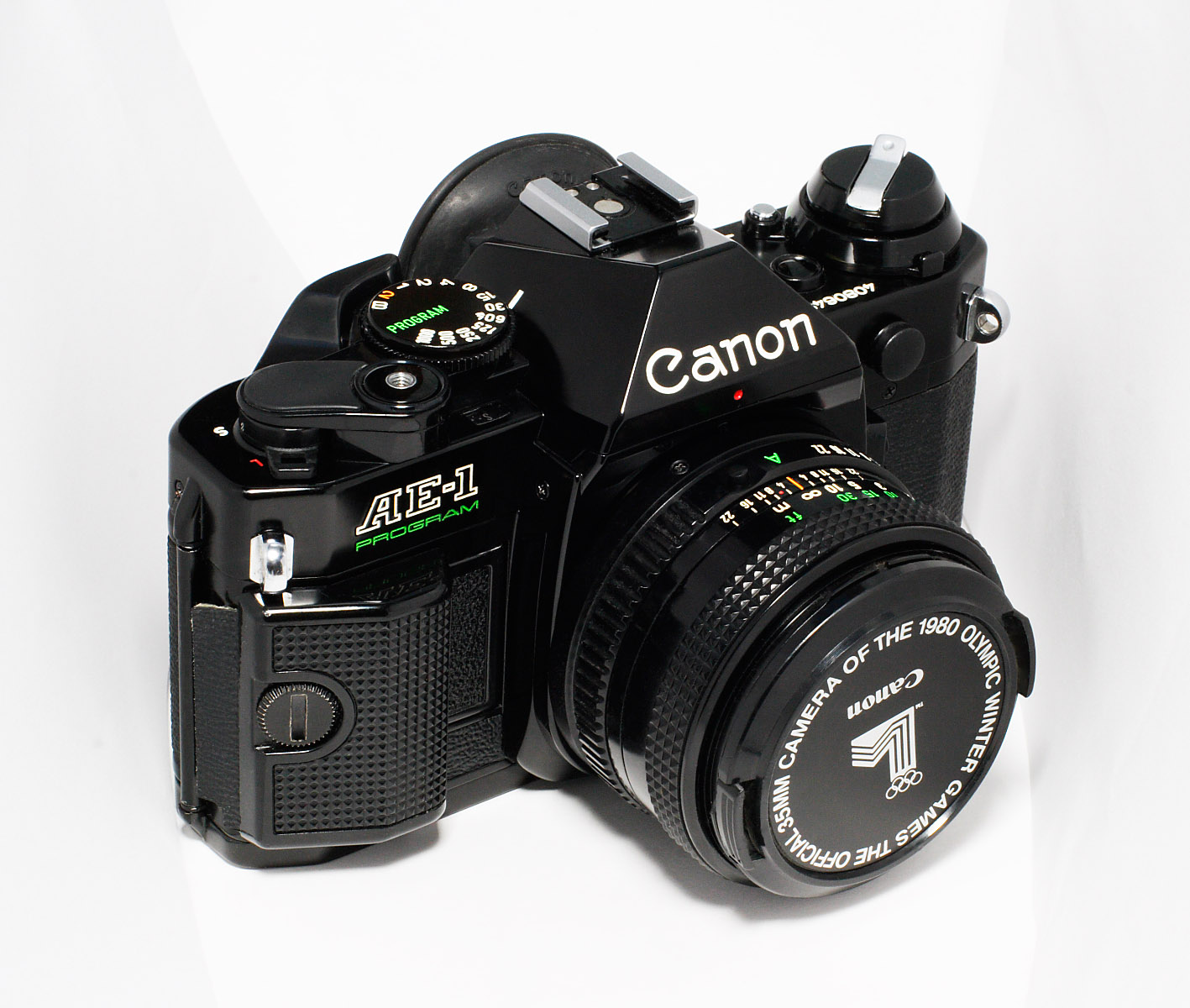
Canon AE1 Program – schwarz

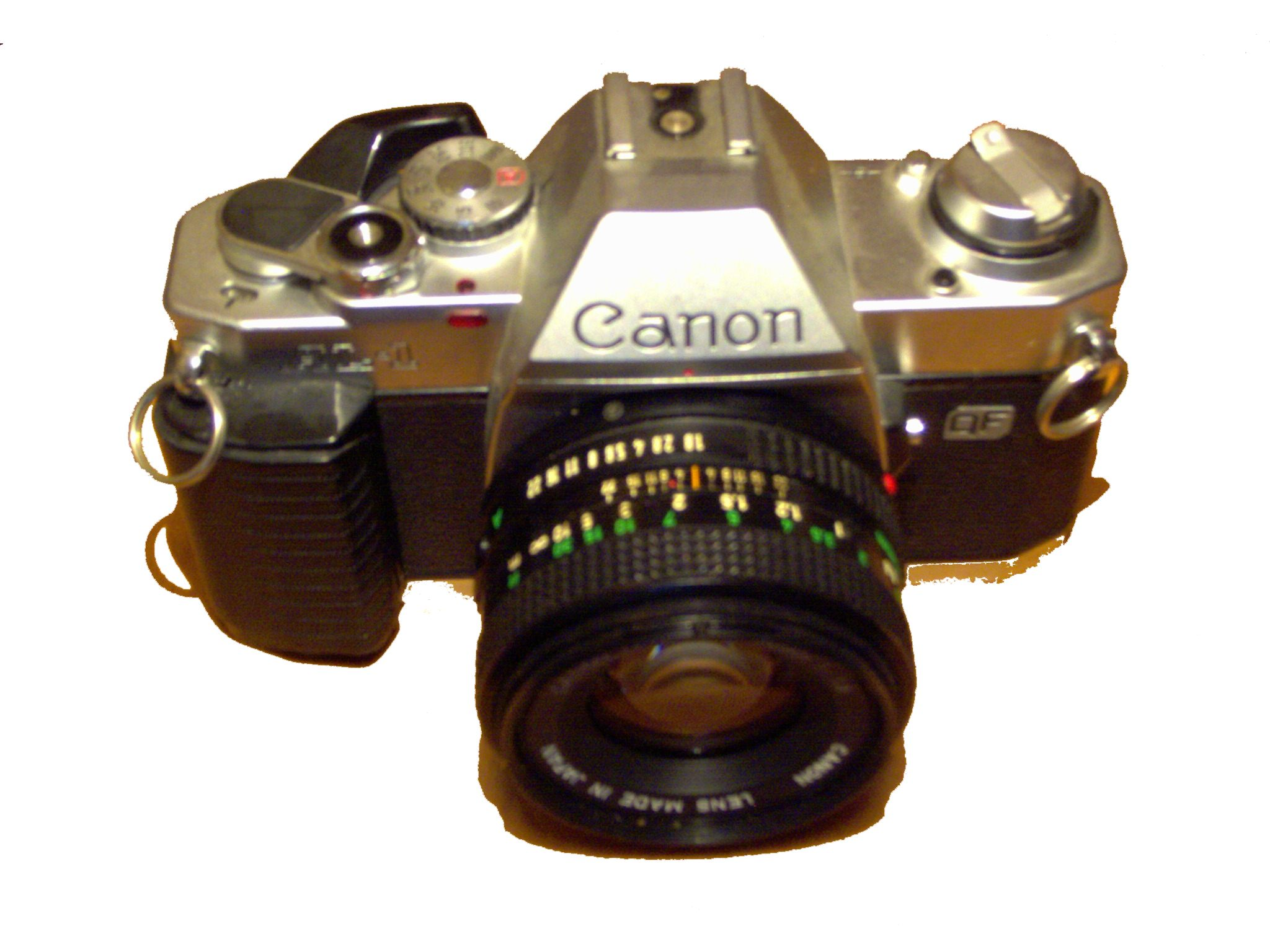
Canon AL1

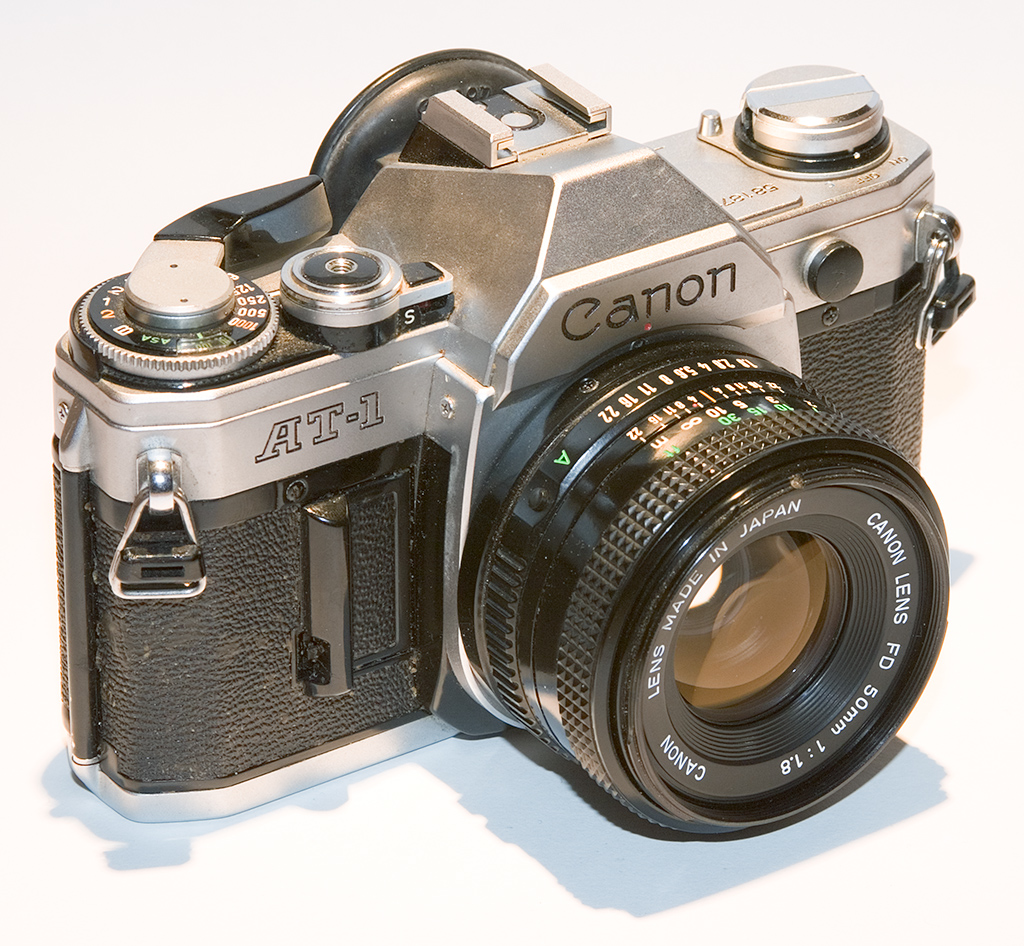
Canon AT1

Im April 1976 brachte Canon mit der AE-1 mit Blendenautomatik das erste Modell der A-Serie auf den Markt, welches die bisherige Kameratechnik revolutionieren sollte, denn sie war die erste Kamera, deren Belichtungsprogramm von einer CPU gesteuert wurde. Sie war damit die erste vollelektronische Spiegelreflexkamera.
Die im April 1978 erschienene A-1 gilt noch heute als Meilenstein der Kameratechnik. Sie verfügte über fünf Automatikprogramme, darunter auch eine Programmautomatik, die Zeit und Blende vollautomatisch einstellt. Das von der Kamera errechnete Zeit-Blenden-Verhältnis wurde erstmals digital im Sucherfenster eingeblendet. Die Helligkeit dieser Anzeige passte sich zudem noch den Lichtverhältnissen an. In Verbindung mit dem dazugehörigen Motor kann sie bis zu 5 Bilder/Sekunde aufnehmen – ein Wert, der zu FD-Zeiten nur noch von der F-1 übertroffen wurde.
1981 folgte mit der „AE-1 Program“ die Nachfolgerin der AE-1, die neben der Canon-typischen Blendenautomatik nun auch eine Programmautomatik anbot. Auch ihre Sucheranzeigen waren nun elektronisch. Während die AE-1 noch eine Messnadel aufwies, zeigte die „AE-1 Program“ die automatisch eingestellten Blendenwerte mit LED an. Die alphanumerische Anzeige von Zeit und Blende blieb dem Top-Modell A-1 vorbehalten.
Mit der im März 1982 eingeführten AL-1 QF (QF= Quick-Focus) wurde ein Vorläufer des Autofokus eingeführt. Im Sucherfenster befanden sich drei Leuchtdioden, zwei rote in Form von Richtungspfeilen nach links und rechts sowie eine runde grüne in deren Mitte. Die roten Leuchtdioden zeigten die notwendige Drehrichtung des Objektives an, die grüne leuchtete bei der korrekten Fokussierung auf. Gleichzeitig entfielen der Schnittbildindikator sowie der Mikroprismenring auf der Mattscheibe.
Weitere Modelle der A-Serie waren die voll manuelle AT-1, bei der Zeit und Blende per Keil und Messnadel im Sucher abgeglichen werden mussten sowie die AV-1, der einzige reine Zeitautomat im damaligen Canon-Programm, bei der jedoch eine manuelle Einstellung bzw. Korrektur der Belichtung nur umständlich (z. B. über die Verstellung der ISO-Werte) möglich war.
Modelle der A-Serie: AE-1, AT-1, A-1, AV-1, AE-1 Program, AL-1.

#### Besonderheiten der F- und A-Serie
Das Amateurmodell der Profikamera F-1, die EF, verfügte zusätzlich noch über eine Blendenautomatik sowie den interessanten Hybridverschluss: Die kurzen Zeiten bis zur 1/2s werden mechanisch gebildet, die langen Verschlusszeiten elektronisch.
Die F-1N war wie ihre Vorgängerin F-1 ein Profimodell in Modulbauweise. Die Sucheraufsätze waren auswechselbar und je nach verwendetem Sucher bzw. angesetztem Motorantrieb verfügt die Kamera über Nachführmessung, Zeit- und/oder Blendenautomatik. Sie galt als Herausforderin der Nikon F3, der sie durchaus das Wasser reichen kann, doch erst mit der Autofokusserie EOS (insbesondere mit dem Modell EOS-1) konnte Canon verstärkt in Profibereiche eindringen und Nikon überflügeln.
Die F- und A-Serie von Canon gelten als sehr robust. Selbst erste Modelle der F-Serie, mittlerweile 40 Jahre alt, funktionieren in der Regel noch heute problemlos und zeigen keinerlei Verschleiß. Bei den älteren Modellen der rein mechanischen F-Serie stellt heute jedoch die Stromversorgung für den Belichtungsmesser ein Problem dar, da diese durch 1,35-Volt-Quecksilberbatterien erfolgt, welche nicht mehr vertrieben werden dürfen. Eine Ausnahme stellt die EF dar, welche aufgrund einer aufwendigen Spannungsversorgung des Belichtungsmessers auch mit problemlos erhältlichen 1,5-Volt-Alkali-Batterien betrieben werden kann. Bei der FTb kann man sich dadurch behelfen, dass man eine 1,5-Volt-Batterie einsetzt und die Filmempfindlichkeit auf ein Viertel des angegebenen ASA-Wertes reduziert (statt 200 stellt man 50, statt 800 stellt man 200 ASA ein usw.). Ob diese oder eine ähnliche Einstellungskorrektur auch für die anderen Modelle der F-Serie gilt, kann man durch den Vergleich der Belichtungseinstellung mit einer zweiten Kamera ermitteln. Die F-1 NEW wird, wie die Modelle der A-Serie, mit 6-Volt-Batterien betrieben, die auch quecksilberfrei im Handel erhältlich sind.
Bei der A-Serie kommt es bei seltener Benutzung der Kamera oftmals zum sogenannten „Keuchhusten“ oder „Asthma“, der sich durch ein quietschendes bzw. pfeifendes Geräusch beim Auslösen bemerkbar macht. Die Ursache hierfür ist eine verharzte Spiegelbremse. Im Internet findet sich eine Reparaturanleitung für dieses Problem.

#### T-Serie

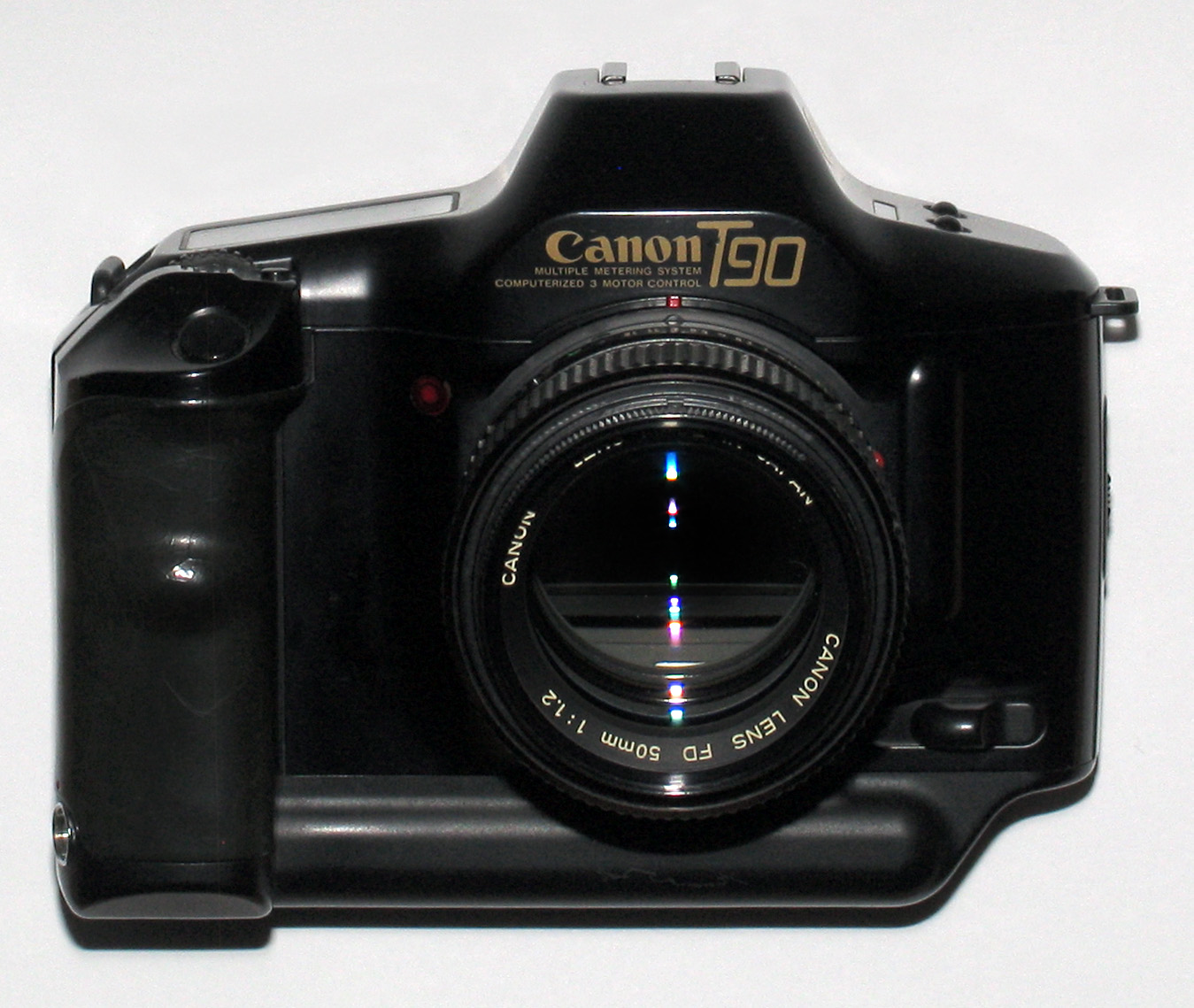
Canon T90 mit FD 1.2/50 mm, Produktdesign von Luigi Colani

Im März 1983 wurde mit der T-50 die T-Serie eingeführt. Diese Kameras hatten ebenfalls noch keinen Autofokus, aber schon einen eingebauten Motorantrieb, die FD-Objektive der F- und A-Serie konnten somit an dieser Serie weiterverwendet werden. Die T-Serie wurde mit Hilfe von Digitalanzeigen auf dem Gehäuse und im Sucher eingestellt. Die Einstellung erfolgte durch Druckknöpfe.
Die T-70 übernahm die Rolle der A-1 als Spitzenkamera für den engagierten Amateur und bot zusätzlich noch einen eingebauten Winder (d. h. einen Motoraufzug), der den Film automatisch transportierte. Sie bietet vier Automatikprogramme:
1. Normalprogramm: Blende und Belichtungszeit werden passend zur Lichtsituation eingestellt. Ist für die korrekte Belichtung eine Belichtungszeit von 1/60 s oder länger erforderlich, erscheint eine Warnung im Sucher.
2. Teleprogramm: Dieses Programm bevorzugt kurze Belichtungszeiten. Warnung im Sucher bei Belichtungszeiten von 1/125 s oder länger.
3. Weitwinkelprogramm: Dieses Programm bevorzugt kleine Blenden für große Schärfentiefe. Warnung im Sucher bei Belichtungszeiten ab 1/30 s.
4. Blendenautomatik: Die Belichtungszeit wird manuell vorgewählt, und das Programm wählt die dazu passende Blende.

Die unterschiedlichen Automatikprogramme sind bei allen an die Kamera passenden FD-Objektiven benutzbar, z. B. heißt „Teleprogramm“ nicht, dass nur Teleobjektive mit diesem Programm benutzt werden könnten.
Außerdem lässt sich die T-70 – im Gegensatz zur T-50 – auch ganz manuell einstellen.
Diese Kamera bietet neben einer mittenbetonten Integralmessung auch Selektivmessung mit Messwertspeicherung (sehr praktisch z. B. für Gegenlichtaufnahmen). Die Belichtungszeiten reichen von 2 s bis zu 1/1000 s.
Mit der speziell für die T-70 entwickelten Datenrückwand sind – neben weiteren interessanten Funktionen – Belichtungszeiten von bis zu rund 24 h möglich. Außerdem gibt es mit dem „Canon Speedlite 277T“ ein optimal angepasstes Blitzlicht für dieses Modell.
Die T-70 war sehr erfolgreich und wurde mehrfach ausgezeichnet, unter anderem wurde es von der Stiftung Warentest im Mai 1985 mit „sehr gut“ bewertet.
Die T-90 erschien 1986 und ist auch das am besten ausgestattete Modell mit dem Canon FD Bajonett dar. So beherrscht die T-90 wahlweise die Integral-, die Selektiv- oder die Multi-Spotmessung, enthält eine TTL-Blitzautomatik und erreicht mit ihrem eingebauten Motor eine Serienbildrate von 4,5 Bildern/Sekunde. Mit ihr waren Verschlusszeiten bis zur 1/4000 Sekunde möglich. Ihr für die gesamte Kameraentwicklung wegweisendes Produktdesign stammt von Luigi Colani.

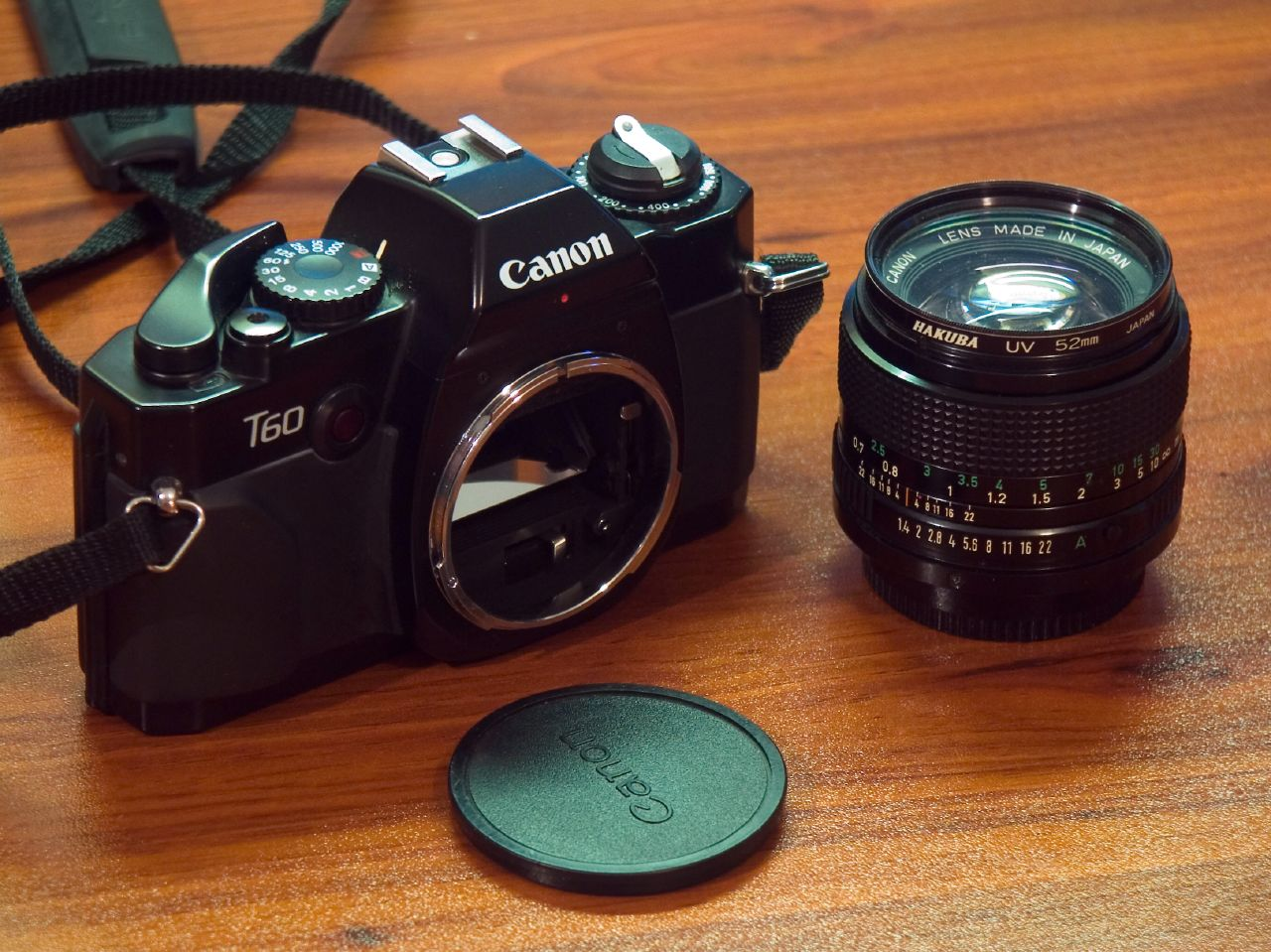
Canon T60 (1990)

Auch für die T-90 gibt es eine passende Datenrückwand, welche die Funktionalität der Kamera erweitert. Das Blitzlicht „Canon Speedlite 300TL“ wurde speziell auf die T-90 zugeschnitten.
Im Gegensatz zur High-Tech-Kamera T-90 steht die T-60, die allerletzte Kamera des FD-Systems, die Anfang der 1990er-Jahre auf den Markt kam. Canon ließ sie von Cosina produzieren (wie auch Nikon die FE10/FM10), was dafür sorgte, dass ihr der typische Charme sonstiger Canon-Modelle ein wenig abgeht: Sie ist rein aus Kunststoff gefertigt und macht keinen besonders wertigen Eindruck. Interessant ist sie aber dennoch, weil sie ein reiner Zeitautomat mit allen manuellen Eingriffsmöglichkeiten ist. In das FD-System ist sie allerdings nur über das Bajonett eingebunden, denn sie verfügt im Blitzschuh nur über einen normalen Standard-X-Anschluss, so dass die Besonderheiten der Canon-Systemblitze nicht genutzt werden können. Außerdem hat sie keine Anschlussmöglichkeit für einen Motorantrieb.
Eine Besonderheit ist die T-80: sie war die erste Spiegelreflexkamera von Canon mit echtem Autofokus. Voraussetzung hierfür sind spezielle und durch den eingebauten Autofokusmotor etwas breitere Objektive.  Es gab nur drei dieser Spezialobjektive (AC 50 mm f/1.8, AC 35–70 mm f/3.5-4.5, AC 75–200 mm f/4.5), die einen Fokusmotor beinhalten und über zusätzliche Kontakte mit der Kamera kommunizieren. Dennoch besitzt die T-80 das FD-Bajonett und ist somit voll kompatibel zu allen anderen manuellen FD- und FL-Objektiven. Damit können neben den Objektiven zur automatischen Scharfstellung auch alle übrigen FD- und FL-Objektive zur Fokusbestätigung durch die Kamera und so zur sichereren manuellen Scharfstellung genutzt werden.

#### EOS

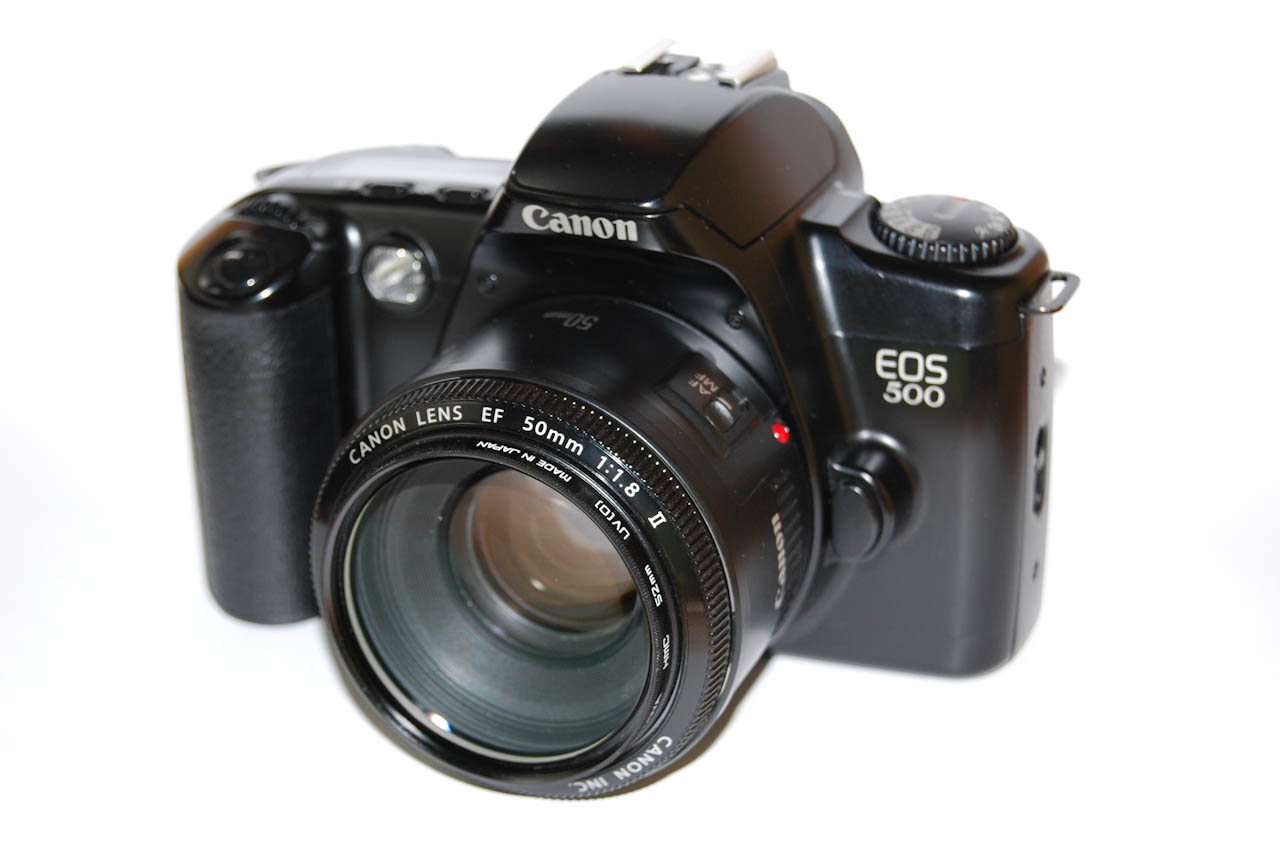
Canon EOS 500

Canon stellte mit der EOS 650 seine erste Autofokus-Spiegelreflexkamera mit dem völlig neuen EF-Bajonett für das Kleinbildformat im März 1987 vor – zwei Jahre nach dem Mitbewerber Minolta; der Autofokusmotor sitzt bei den Canon EF-Objektiven allerdings nicht im Gehäuse, sondern im Objektiv; im September 1989 wurden die nahezu lautlosen Ultraschall-Motoren (USM) vorgestellt. Mit der EOS 1 gelang es Canon erstmals, mit den bis dahin dominierenden Nikon-Kameras gleichzuziehen. Aufgrund der schnelleren USM-Superteles wurde Canon innerhalb weniger Jahre sogar zur führenden Marke unter Sportfotografen. Der Name EOS steht für Electro-Optical System.
Modelle der analogen EOS-Serie sind: 650 QD, 620, 750 QD, 850, 600, 1, RT, 10, 700, 100 / Elan (USA), 1000F QD, 1000F, 1000N, 5, 500, Rebel X (USA), 1N, 1N HS, 1N DP, 5000, 888 (Asien), 1N RS, 50, 50E, 500N, IX, IX7, 3, 3000, 88 (Asien), 300, 300 QD, 1V, 30, KISS III L (Japan), 3000N, 300V, 300X, 3000V, 30V, 33V, EF-M.

### Digitalkameras
Canon bietet Digitalkameras seit etwa 1984 an. Die erste erhältliche Kamera war die Canon RC-701 der RC-Modellreihe. Später folgten digitale Kompaktkameras der Reihen PowerShot und Digital IXUS sowie die digitalen Spiegelreflexkameras der EOS-Digital-Serie.

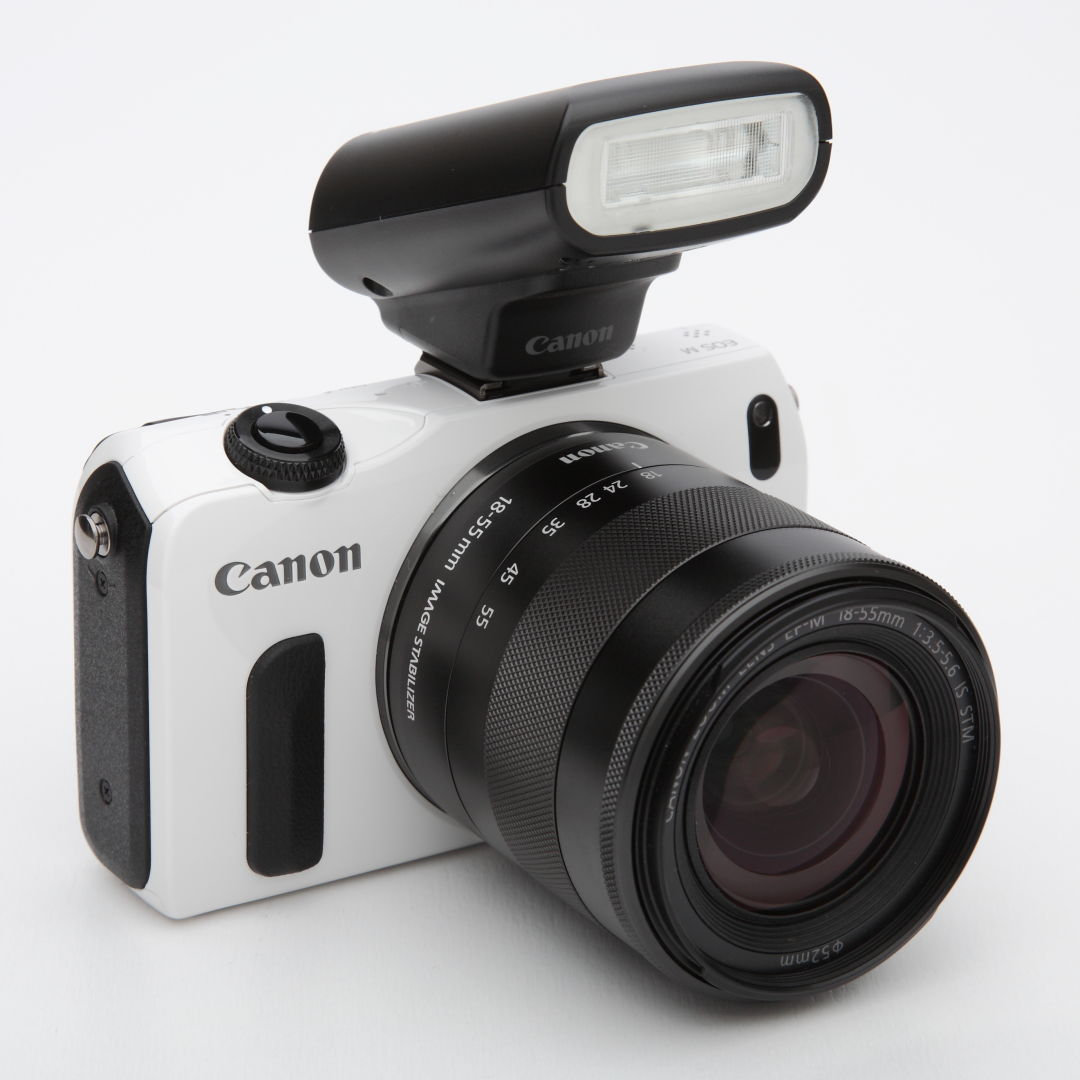
EOS M

Canon war 2012 der letzte große Hersteller von Systemkameras der ein spiegelloses Kamerasystem ins Angebot nahm, dieses ist EOS M.
Zwar führte Canon mit der EOS R im September 2018 seine erste spiegellose Vollformatkamera mit dem neuen RF-Bajonett ein, jedoch wird im APS-C-Bereich die EOS-Reihe mit DSLR weiter bedient. 2019 wurde mit der DSLR EOS 90D die damals höchstauflösende APS-C-Kamera (32 Megapixel) auf den Markt gebracht.
Siehe dazu die Hauptartikel:
PowerShot
PowerShot G-Reihe
Digital IXUS
EOS Digital
EOS M
EOS R

### Videokameras

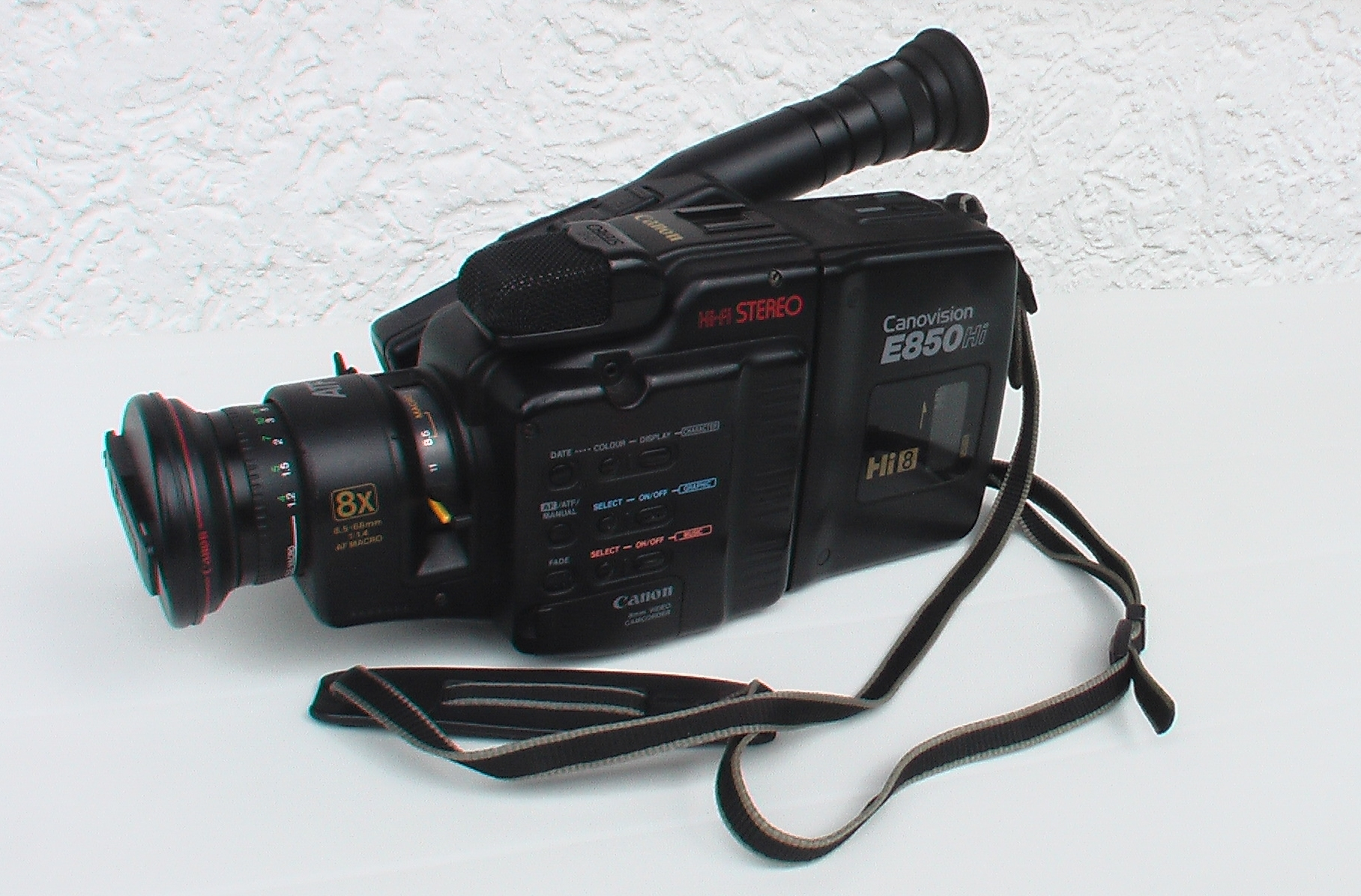
Hi8-Videokamera E850 von Canon

Canon bietet neben professionellen Fotoapparaten und Digitalkameras auch eine Reihe von digitalen Videokameras sowohl für Einsteiger in Standard Definition und High Definition als auch für Hobbyfilmer und für professionelle Einsätze.

#### Legria-/Vixia-Serie
Einsteiger- und Hobby-Camcorder werden von Canon unter dem Namen Legria in Europa und Vixia in Amerika vertrieben, wobei es sich um dieselben Modelle handelt.
Standard-Definition-Kameras werden in der FS-Serie geführt, wahlweise mit internem Speicher wie beim 2011er Modell FS40 oder mit externer Speicherkarte beim Modell FS400.
High-Definition-Kameras der Legria-/Vixia-Serie sind in Einsteigermodelle, mit der HF-R-Serie, Hobbyfilmer mit der HF-M-Serie und Professional-Modelle mit der HF-G- und HF-S-Serie unterteilt. Sowohl in der R- als auch in der M-Serie bietet Canon Modelle wahlweise mit internem Speicher oder externer Speicherkarte an. Zu unterscheiden ist dies an der Anzahl der Ziffern nach dem Buchstaben, wobei zwei Ziffern (z. B. HF M41) generell bedeutet, dass das Modell einen internen Speicher besitzt und drei Ziffern (z. B. HF M406), dass das Gerät lediglich auf externe Speicherkarten speichert.

#### Professional-Serie
Neben der Legria-/Vixia-Serie bietet Canon auch eine Professional-Serie an. Geräte dieser Serie in High-Definition-Aufnahmequalität sind generell mit einem „X“ beginnend gekennzeichnet, Standard-Definition-Geräte mit einem „G“ beginnend.

#### Cinema-EOS-Serie

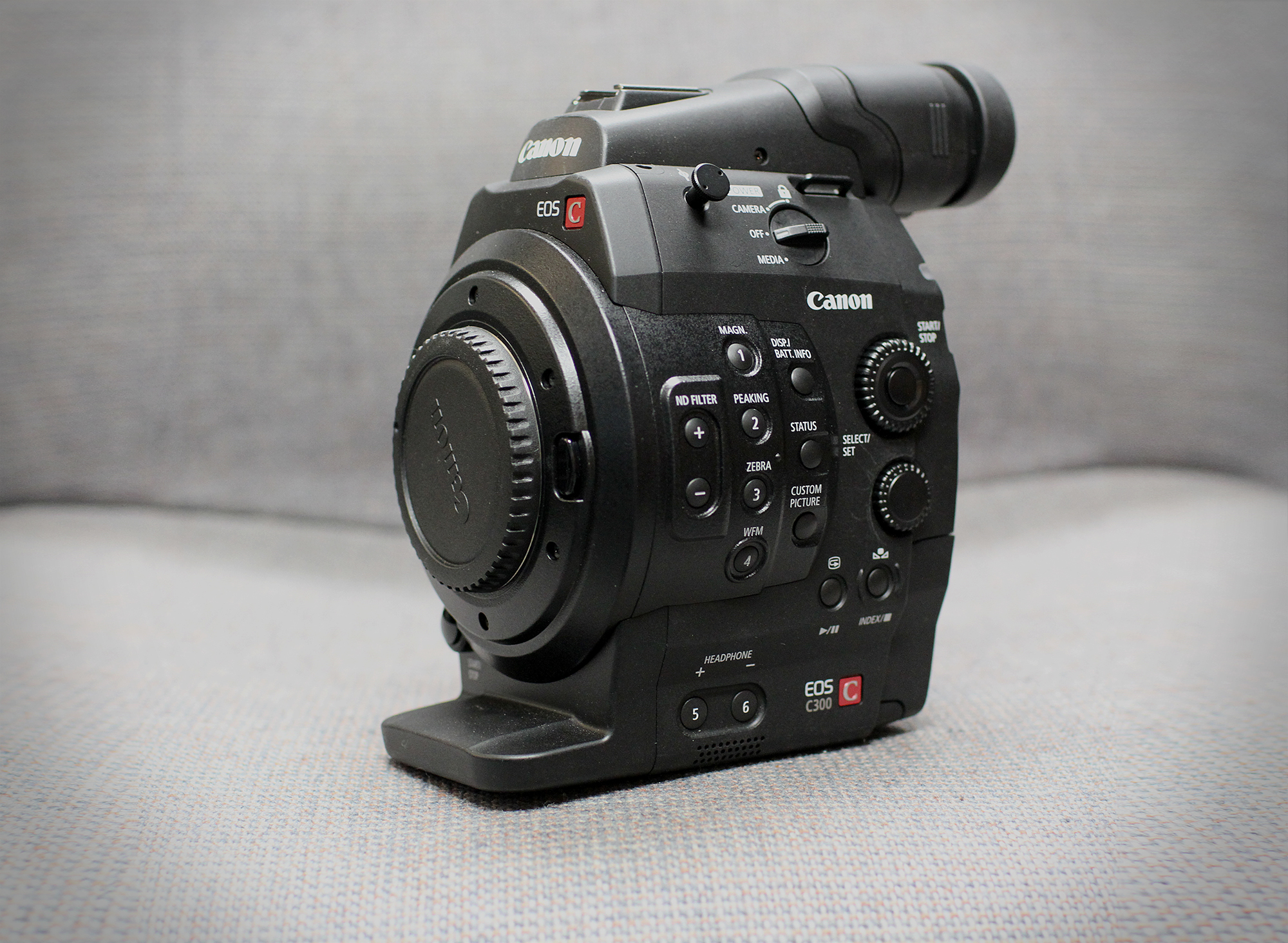
Canon EOS C300 Filmkamera ohne Objektiv

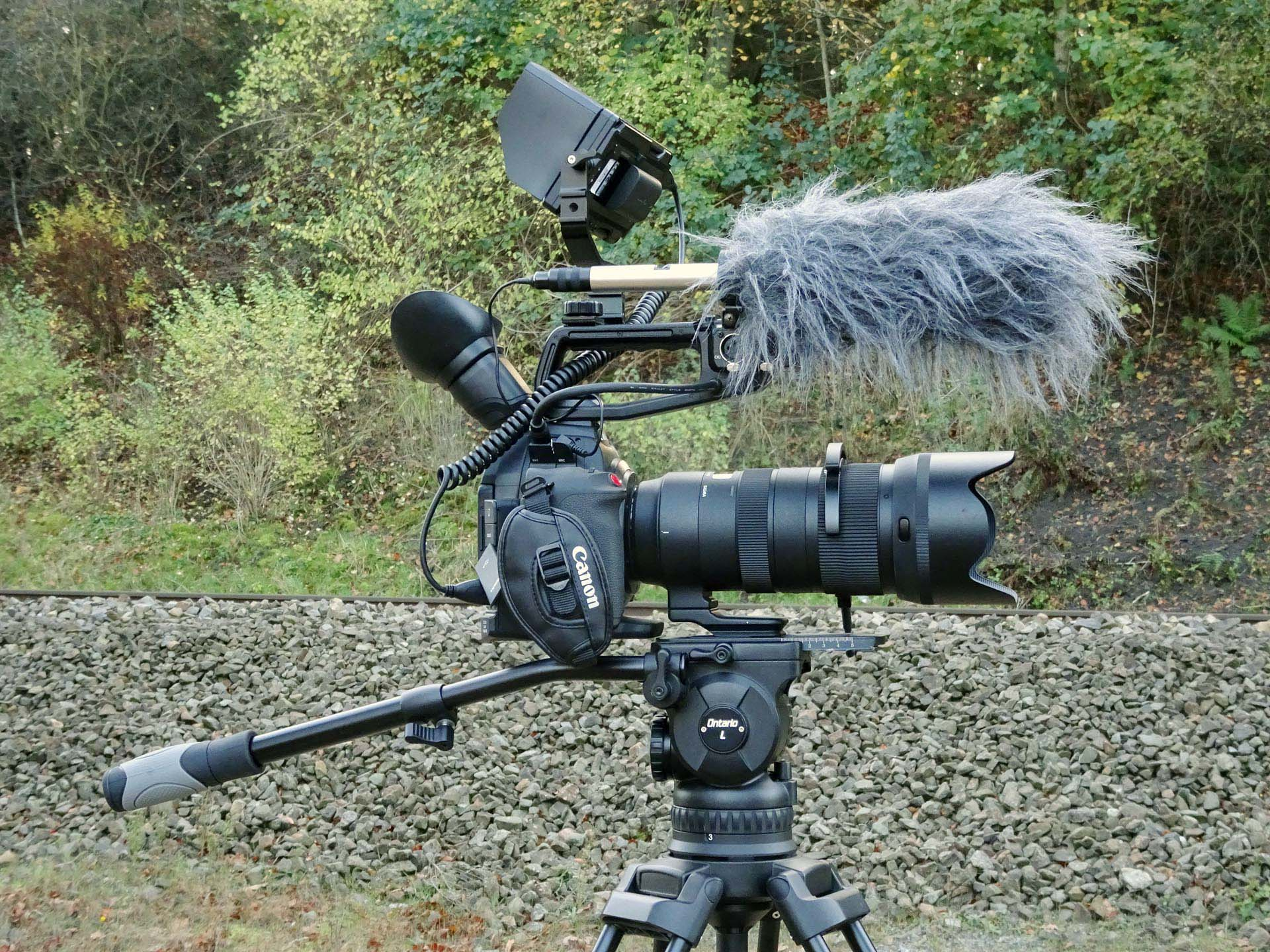
Canon EOS C100 Mk II im Einsatz mit einem Sigma-Objektiv und einem Sennheiser-Mikrofon

Canon bietet eine Serie von professionellen digitalen Filmkameras mit dem Objektivanschluss EF-Bajonett an, beginnend Ende 2011 mit der Canon EOS C300, im darauffolgenden Jahr gefolgt von der EOS C500 und EOS C100 sowie der Canon EOS-1D C. Letztere ist anders als die anderen drei Modelle nicht spiegellos, sie ähnelt in vielerlei Hinsicht der Canon EOS-1D X.
C100, C300 und C500 haben Sensoren im Super-35-Format, die 1D C einen Vollformatsensor.
Seit 2015 wurden nach und nach die Nachfolgermodelle C100 mkII und C300 mkII auf den Markt gebracht. 2017 brachte Canon die C200 heraus, welche die Lücke zwischen dem Einsteigermodell C100 und der C300 schließen soll, und in 4K max. 50 Bilder/Sekunde sowie in Full-HD bis zu 120 Bilder/Sekunde aufnehmen kann.
Das Top-Modell der C-Serie ist die C700, welche in 4,5K bis zu 100 Bilder/Sekunde aufnehmen kann, und mit einem Preis von über 30.000 EUR auf den Professional-Bereich abzielt.
Canon bietet außerdem eine ganze Reihe an für Filmaufnahmen ausgelegten Objektiven für EF- und Arri-PL-Objektivanschlüsse an.

### Kamera-Zubehör
Canon bot und bietet für alle Kamera-Reihen ein umfangreiches Zubehörsortiment an; dazu zählen unter anderem die Blitzgeräte mit dem Markennamen „Speedlite“.

### Scanner

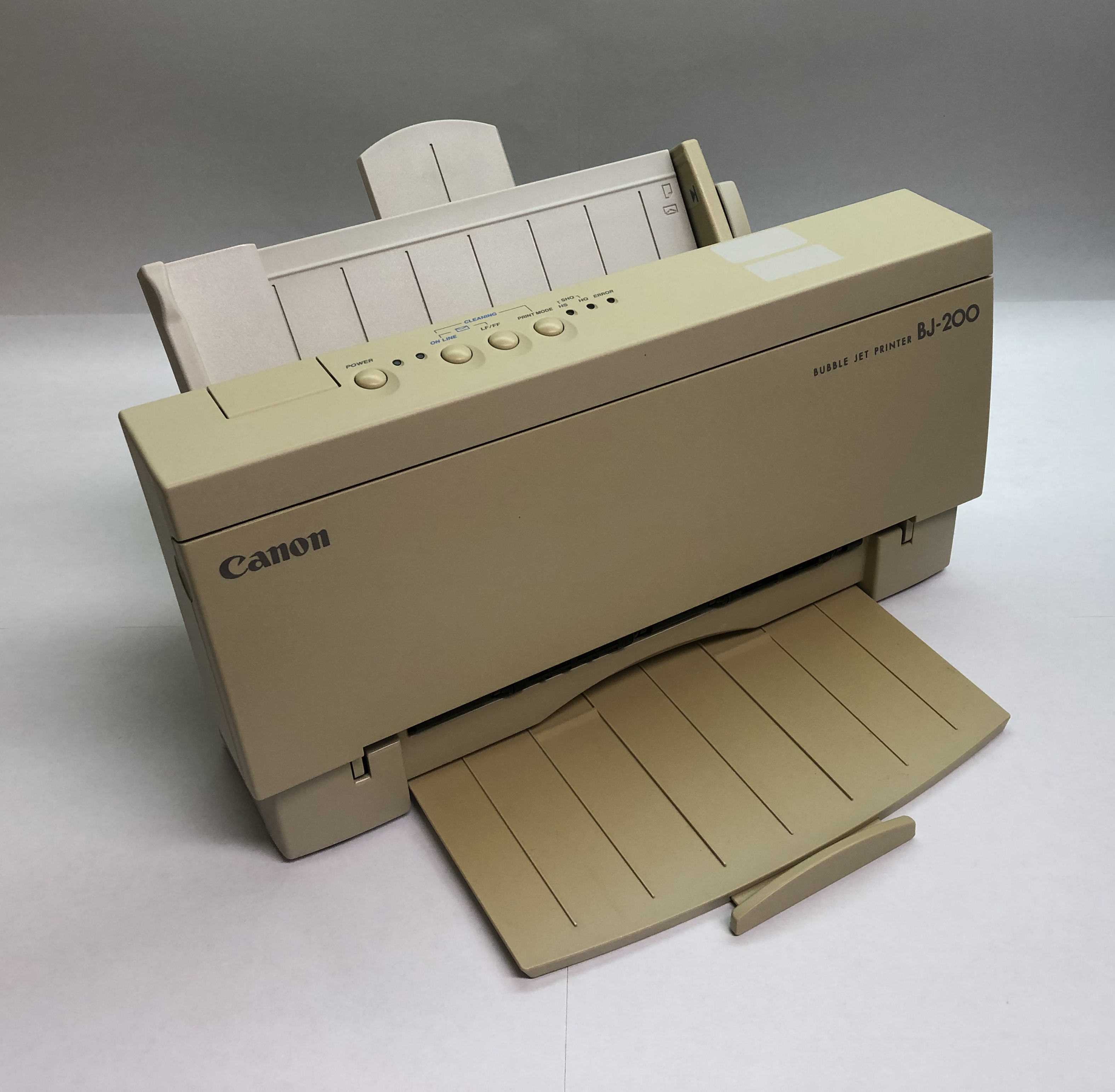
Canon BJ-200

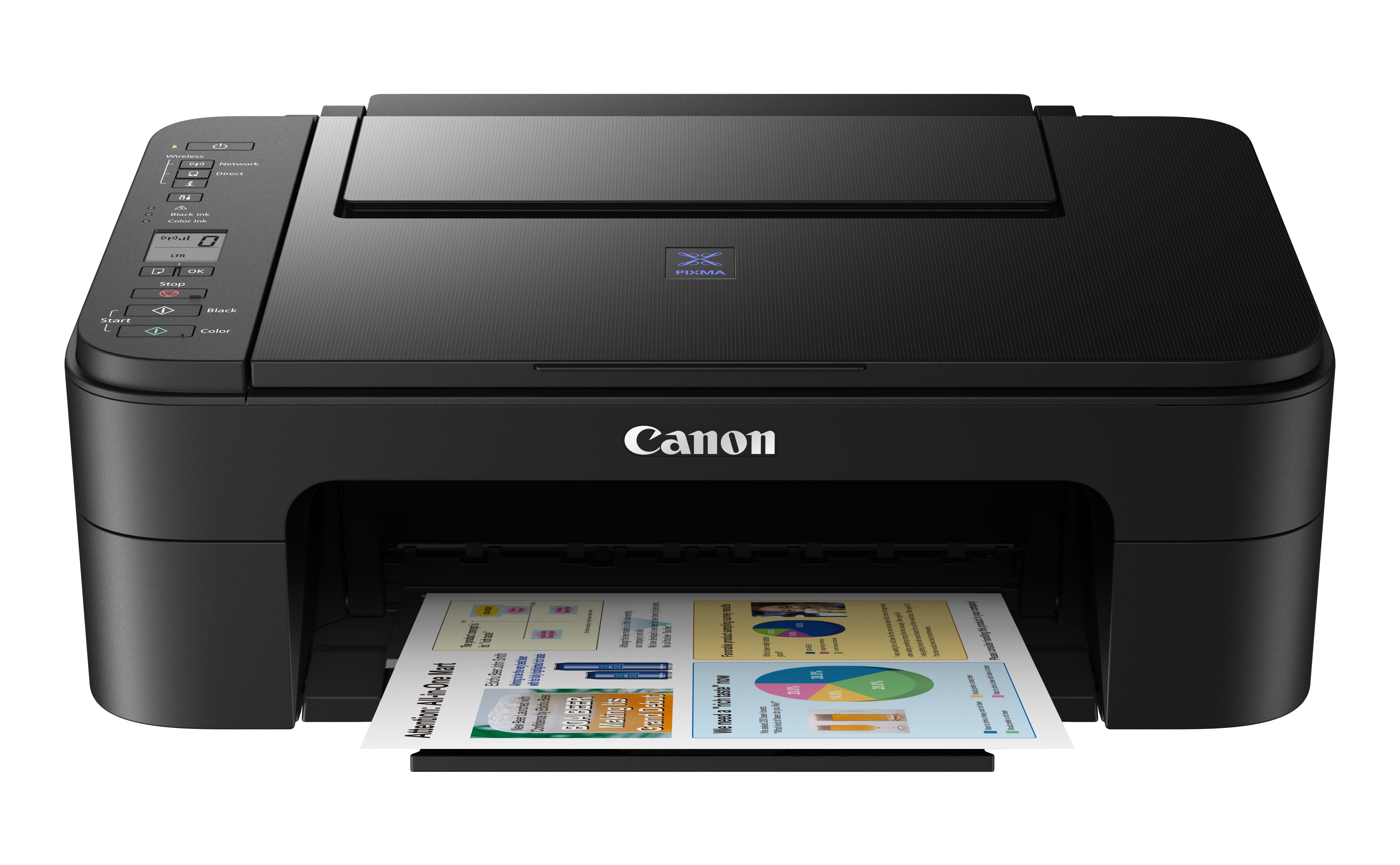
PIXMA E3170 Multifunktionsgerät

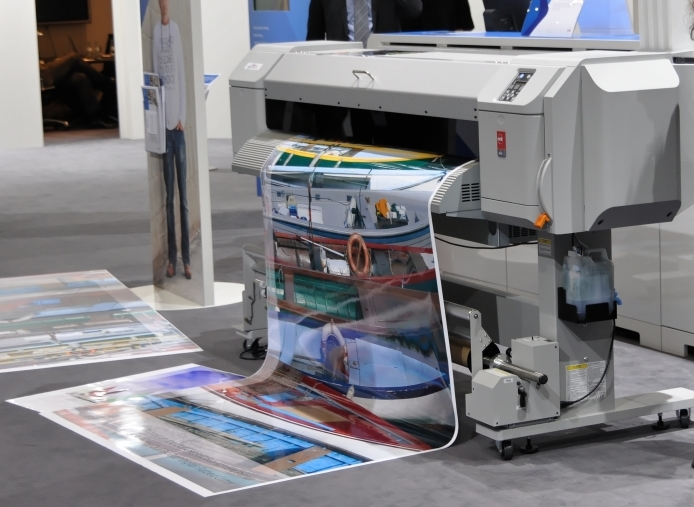
Canon Großformatdrucker, drupa 2012

Canon stellt seit vielen Jahren Scanner für den Einsatz am Computer her. Dazu gehören Flachbettscanner, Flachbettscanner mit Durchsichteinheit (Dia-Scanner) und Dokumentenscanner.

### Drucker und Kopierer
Canon entwickelt und produziert seit 1970 Kopiersysteme (NP-1100) und seit 1979 Laserdrucksysteme (Laser Printer LBP-10). Etwa seit Mitte der 1970er Jahre arbeitete Canon an der Tintenstrahltechnik, 1985 erschien Canons erster Tintenstrahldrucker BJ-80; die Tintenstrahldrucker hießen bis Ende der 90er Jahre noch BJ (bubble jet).
Seit den 1980er Jahren besteht eine Partnerschaft mit HP, worüber HP auch Technik für Laserdrucker erwarb.
1987 brachte Canon mit dem CLC-1 ein digitales Vollfarb-Kopiersystem auf den Markt. Mit diesem Kopiersystem wurden Anfang der 1990er-Jahre häufig und sehr erfolgreich Banknoten kopiert, bis 1993 Canon eine Selbstschwärzungsfunktion als Gegenmaßnahme implementierte.
2004 erschien der erste Tintenstrahldrucker PIXMA iP8500 in neuem Design und dem ChromaLife100 system mit mehr als 6.000 Tintendüsen. Er hatte damit eine sehr gute Fotodruckqualität. Zum Herbst desselben Jahres wurde die PIXMA-Serie vervollständigt.
Nach der Übernahme von Océ im Jahre 2009 brachten Canon und Océ das erste Digitaldrucksystem aus gemeinsamer Entwicklung – die imagePRESS-C7010VPS-Serie – auf den Markt. Durch die Produkt- und Marktanteile von Océ schloss Canon eine Lücke im Portfolio und konnte nun auch Hochleistungs-Digitaldrucksysteme für den Produktionsdruck-Bereich anbieten.
Im Jahr 2010 lag Canon in Deutschland bei den Druckerverkäufen über den Großhandel mit 6,3 Prozent auf dem dritten Platz nach HP (58 %) und Epson (16 Prozent), vor Brother (5,6 Prozent), Samsung (4,6 Prozent).
Das gemeinsam von Canon und Océ entwickelte Digitale Drucksystem Océ VarioPrint® DP Line gewann am 19. März 2012 den iF Product Design Award 2012.
Für sehr hohe Ansprüche bietet Canon imagePROGRAF PRO-Drucker mit zwölf Tintenfarben an.
2019 lag Canon bei den weltweiten Druckerverkäufen mit etwa 20 Prozent Anteil auf Platz 2 (drittes Quartal), mit einigem Abstand hinter HP (etwa 40 Prozent).
Am 1. Januar 2020 wurde Océ offiziell umbenannt in Canon Production Printing.

### Canon V-10/V-20
1983 stellte Canon mit dem V-10 und dem V-20 zwei MSX-Heimcomputer vor, die technologisch nicht besonders überzeugen konnten. Ohne zusätzliche Features realisierten sie nur den minimalen Umfang des MSX-Standards. Weiters wurde eine Hardware-Erweiterung hergestellt, die Aufnahmedaten wie Blende, Belichtungszeit oder Aufnahmedatum vom Datenrückteil der Canon T90 empfangen konnte. Die Erweiterung war wegen der Standardisierung von MSX auch auf Computern anderer Hersteller lauffähig.